# Torta de aceite
Torta de aceite är i Spanien olika typer av bröd som har formen av ett flatbröd och som innehåller eller tillsätts olivolja.

## Regionala varianter
Några tortas de aceite är:
- torta de aceite castellana, ett platt och runt bröd täckt med olivolja. Torta de aceite de Aranda är ett kvalitetsmärkt bröd (Marca de garantía).
- torta de aceite manchega, är ett bröd liknande det ovan, men sött och med en välrostad skorpa samt täckt med strösocker. Den kallas också för ”torta de azúcar".

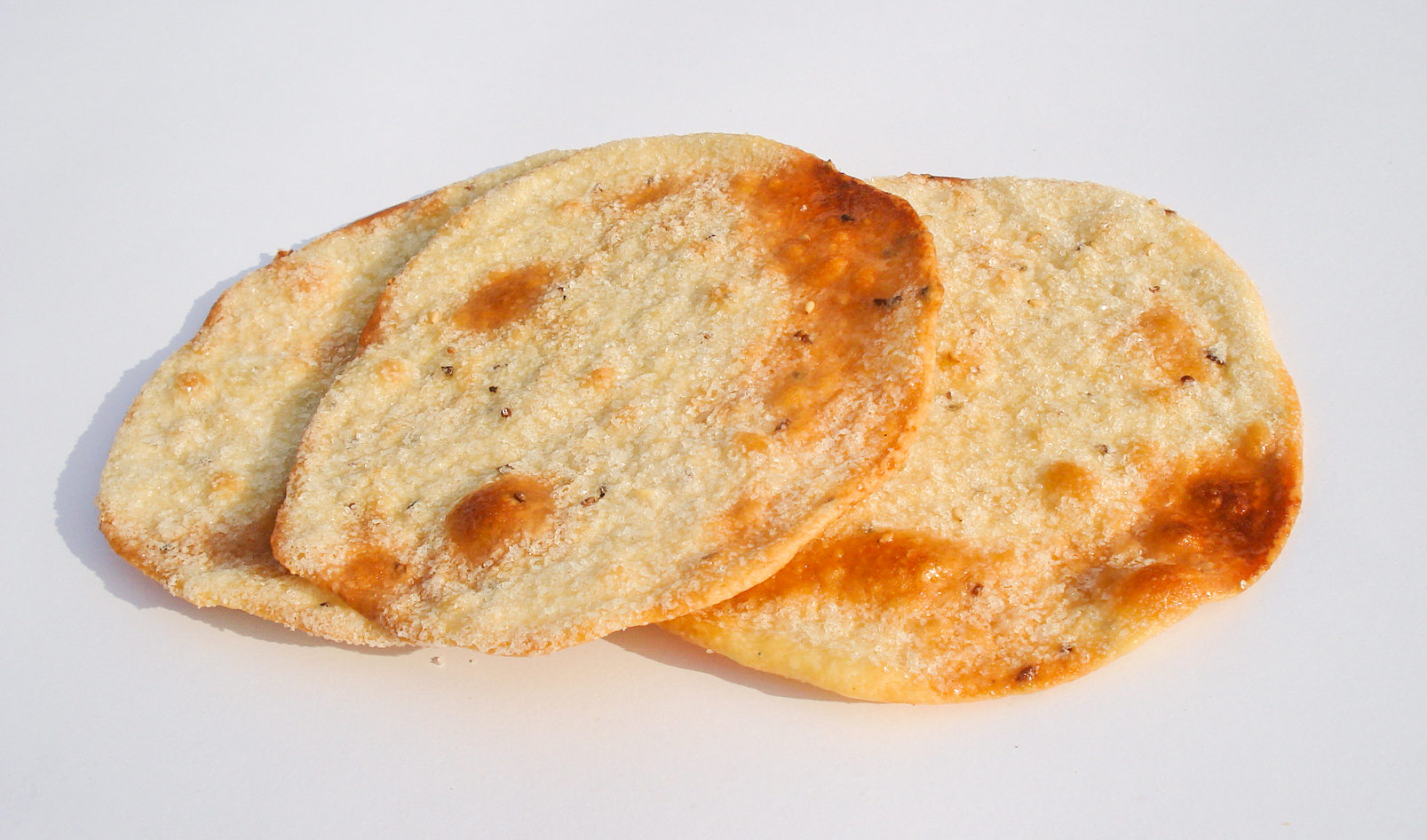
Tortas de aceite, Sevilla.

- torta de aceite de Sevilla är krispig och tunn och bakas med olja, med sesamfrön, anis, och socker. Den mest kända är tortas de Inés Rosales, tillverkad av den största producenten.
- torta de aceite de Málaga, ett bröd bakat i ugn, med ett innandöme liknande en sockerkaka, med mjölk och anis i degen och prydd med mandel
- torta de aceite de Córdoba o de Jaén, där de är mest kända som tortas dormías.
- torta de aceite de Teruel
- torta de aceite de Alcubierre, Huesca
- torta de aceite de Vitoria
- etc.

Många tortas liknande tortas de aceite kan man hitta runt om på den Iberiska halvön: coca de aceite i Valencia, pan de cañada i Aragón, jallulla och salaílla i Granada, och bica de azeite i portugisiska Beira.

## Ursprung
Tortas med olivolja har en lång historia, och många varianter i medelhavsområdet. Tortas var det första som bagaren lade in i ugnen, för att se att fuktighet och temperatur var lämpliga för de följande bröden. Ursprunget för tortas de aceite är okänt, men kan förmodligen härröra från arabiska, judiska eller mozarabiska recept från södra delen av Iberiska halvön.

## Per region

### Andalusien

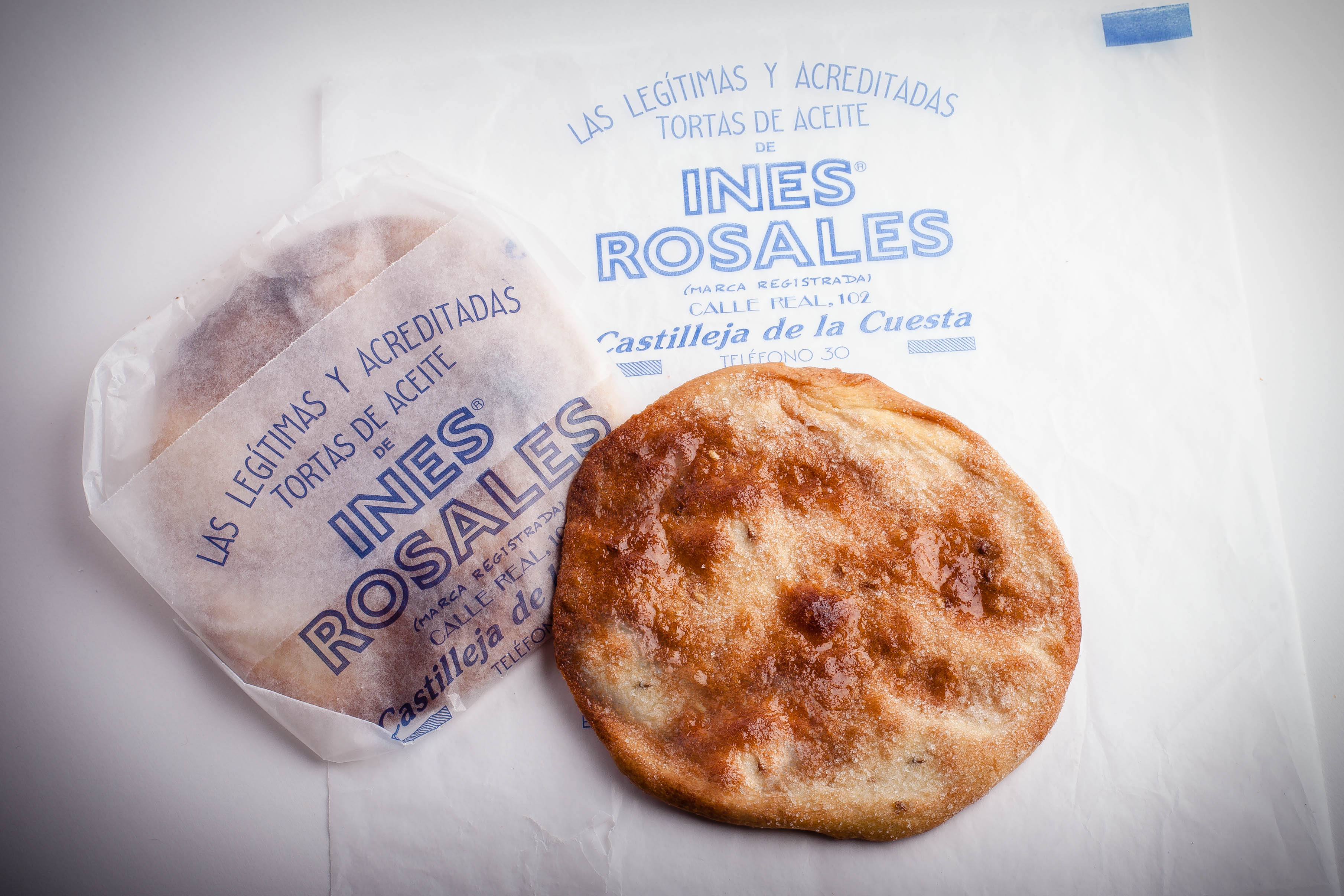
Tortas de aceite Inés Rosales.

Den sevillianska tortan är en krispig smördegsbakelse med en lång tradition i många recept. De huvudsakliga ingredienserna är vetemjöl, olivolja, socker, anis, sesamfrön och salt. Varje torta brukar väga cirka 30 gram och tillverkningen brukar vara hantverksmässig. Tortas de aceite de från Castilleja de la Cuesta, Sevilla, är skyddade genom märkningen Especialidad Tradicional Garantizada. Det fabrikat som har kvalitetsmärkningen tack vare den exklusiva användningen av extra jungfruolja och en manuell hantering som inte har ändrats under loppet av 100 år, är Inés Rosales. År 1910, räddade 18-åriga Ines Rosales, bosatt i Castilleja de la Cuesta, detta traditionella recept som hade förts i arv generation efter generation. Hon började sälja sina tortas i Aljarafe (Sevilla) och de fick en sån popularitet att de spreds sig till hela Spanien.

### Castilla och León

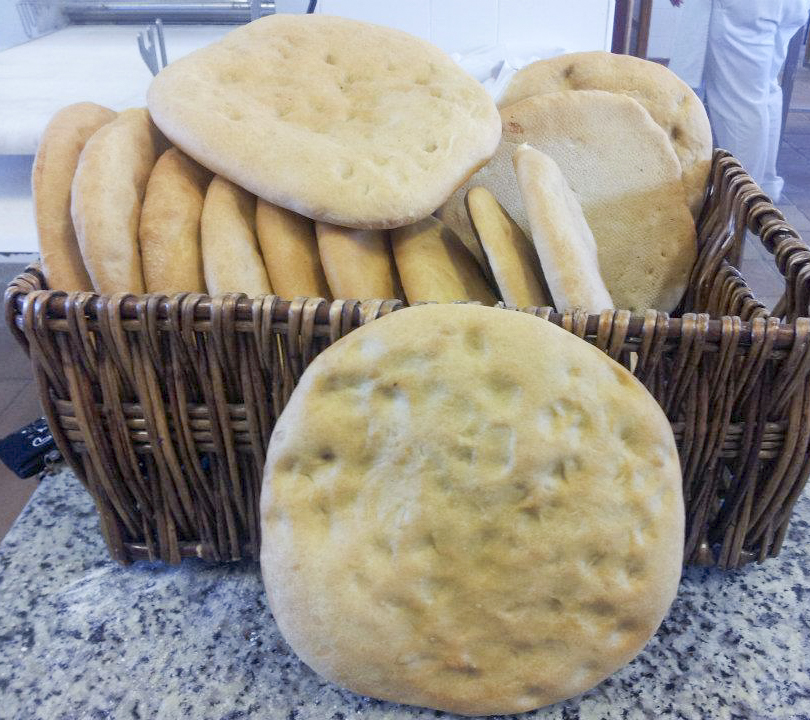
Torta de aceite från Aranda.

Kända är också tortas från Aranda de Duero, Peñafiel och Valladolid. De är runda och platta, med fluffigt och fuktigt innanmäte. De görs av vetemjöl med hög glutenhalt, vatten, surdeg, extra jungfruolja och salt. Degen knådas i 15-20 minuter och formas sedan i små rundlar och kakorna får jäsa.
På tortan görs små fördjupningar över hela ytan utom vid kanterna, så att när de fylls med olivolja den inte rinner ut. Kakorna får jäsa en andra gång och sätts in i ugnen 30 minuter vid 220 °C.

### Latinamerika
I Peru finns ett liknande bröd, kallat cachanga, med ingredienserna mjöl, salt, socker, ägg och en skvätt olja eller ister. Den äts mer vid lunch än som frukost, gärna med smör eller sirap.